# Sinforiano Madroñero Madroñero
Sinforiano Madroñero Madroñero (Sancti-Spíritus, Badajoz, 1902 - Badajoz, 1936) va ser un polític socialista espanyol. Va ser el primer alcalde del PSOE de la ciutat de Badajoz, càrrec que va exercir durant dos mandats incomplets. Va ser assassinat pels militars revoltats poc després de l'inici de la Guerra Civil.
Sinforiano Madroñero era amo d'un negoci d'ultramarins al carrer Doblados de Badajoz. Fou alcalde de la ciutat dos cops, la primera vegada entre 1933 i 1934 i la segona des de febrer de 1936 fins a la presa de la ciutat per les tropes franquistes el 14 d'agost d'aquest any. Després de la presa de la ciutat, va fugir de la repressió a Portugal, sent detingut a Campo Maior per les autoritats portugueses, que col·laboraven amb el bàndol revoltat, i retornat a Espanya. Fou afusellat a Badajoz, sense judici previ, el 20 d'agost de 1936, junt al diputat socialista Nicolás de Pablo Hernández, davant del frontó on actualment hi ha l'Institut Zurbarán. L'afusellament fou dut a terme per un destacament de Falange Española dirigit pel destacat falangista local Felipe Moreno Damián.
El setembre del 1936, un mes després de la seva execució, es va celebrar un judici contra Madroñero i uns altres 14 regidors afusellats, que van ser declarats culpables de destinar diners de l'ajuntament a ajudar les milícies republicanes. Els béns de tots ells van ser embargats.
Després de la restauració democràtica a Espanya, una de les principals avingudes de Badajoz va ser dedicada a la seva memòria. En 2007, l'alcalde Miguel Celdrán, del Partit Popular va proposar la retirada del seu nom d'aquesta avinguda per dedicar-la-hi a l'ex president de la Junta d'Extremadura, Juan Carlos Rodríguez Ibarra, qui va rebutjar la proposta i la va qualificar de "vergonyant".